# (2982) Muriel
(2982) Muriel – planetoida z pasa głównego asteroid okrążająca Słońce w ciągu 5 lat i 73 dni w średniej odległości 3 j.a. Została odkryta 6 maja 1981 roku w Obserwatorium Palomar przez Carolyn Shoemaker. Nazwa planetoidy pochodzi od imienia teściowej odkrywczyni. Przed nadaniem nazwy planetoida nosiła oznaczenie tymczasowe (2982) 1981 JA3.